# 伊塔蒂亚尤苏
伊塔蒂亚尤苏是巴西米纳斯吉拉斯州的一个市镇。总面积295.062平方公里，总人口8953人，人口密度30.3人/平方公里。